# Rodrigo Guth
Rodrigo Guth (* 10. November 2000 in Curitiba) ist ein brasilianischer Fußballspieler, der gegenwärtig in den Niederlanden bei Fortuna Sittard aktiv ist.

## Karriere

### Verein
Rodrigo Guth, der neben der brasilianischen auch die deutsche Nationalität und auch sowohl den brasilianischen als auch den deutschen Pass besitzt, spielte bis 2017 in seiner Geburtsstadt Curitiba, der Hauptstadt des Bundesstaates Paraná im europäisch geprägten Südbrasilien, als er für Coritiba FC auflief. Dann ging er nach Europa zum italienischen Erstligisten Atalanta Bergamo, wo er für deren Jugendteams auflief. Im Oktober 2020 wurde Guth an den Zweitligisten Delfino Pescara verliehen. Er kam dort regelmäßig zum Einsatz und war in der Abwehr des Verein aus den Abruzzen gesetzt. Als Tabellenvorletzter stieg Delfino Pescara aus der Serie B ab. Der Brasilianer Rodrigo Guth wurde im Juli 2021 erneut verliehen, dieses Mal in die Niederlande zum Eredivisie-Aufsteiger NEC Nijmegen. Zur Saison 2022/23 wechselte er fest zu Fortuna Sittard.

### Nationalmannschaft
Rodrigo Guth gehörte zum Kader der brasilianischen U17-Nationalmannschaft und nahm mit ihr sowohl an der U17-Südamerikameisterschaft 2017 als auch im selben Jahr an der U17-Weltmeisterschaft 2017 in Indien teil.

## Erfolge
Brasilien U17
- U-17-Fußball-Südamerikameisterschaft: 2017